# Rudelsdorf (Bad Rodach)

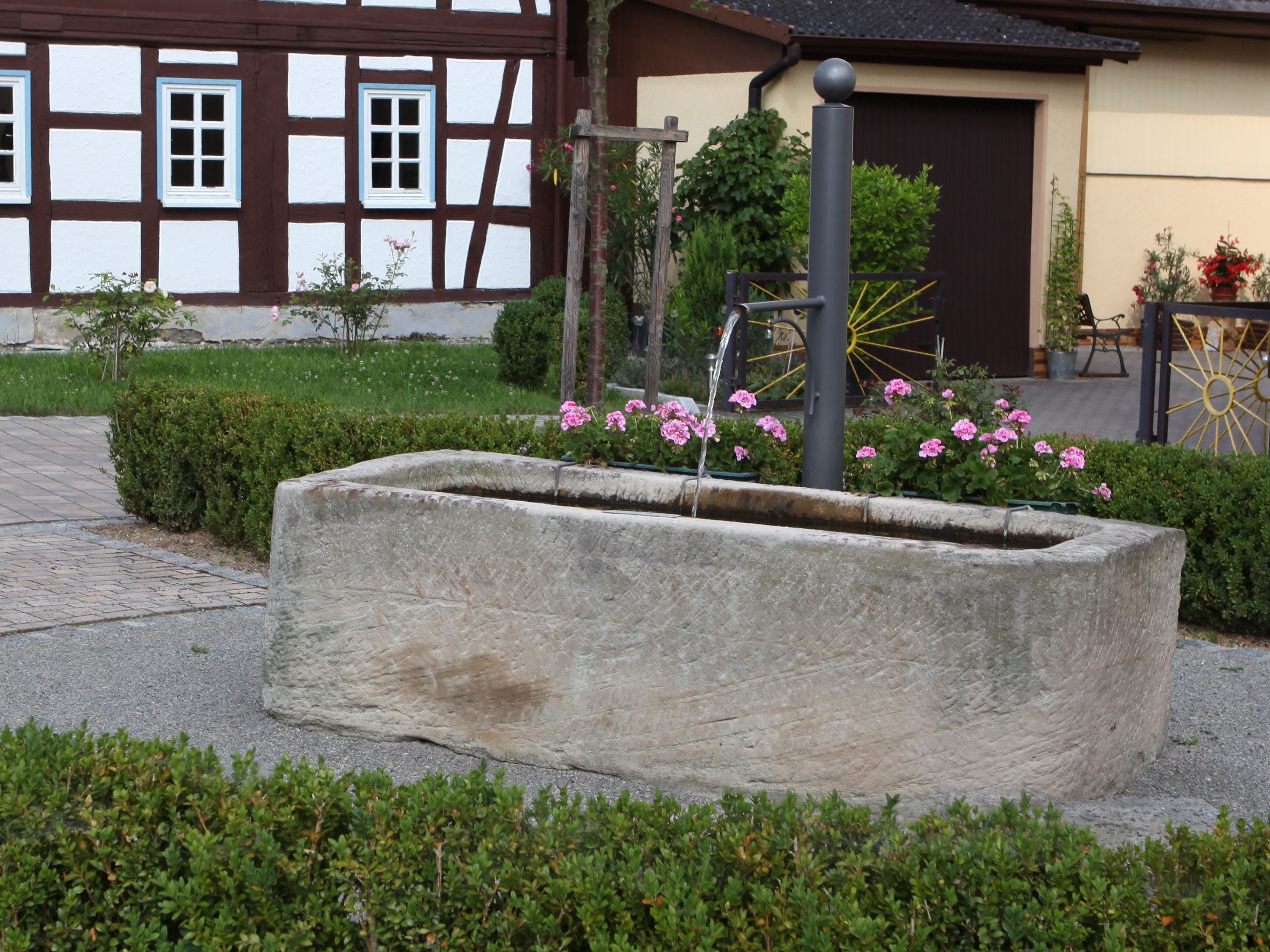
Dorfbrunnen

Rudelsdorf ist ein Gemeindeteil der Stadt Bad Rodach im oberfränkischen Landkreis Coburg.

## Geographie
Das Haufendorf liegt in der Nähe der Rodach, etwa 18 Kilometer nordwestlich von Coburg beziehungsweise drei Kilometer westlich von Bad Rodach entfernt. Die Gemarkungsgrenze entspricht im Westen der Landesgrenze mit Thüringen, hinter der in Sichtweite die Burgruine Straufhain liegt. Eine Gemeindestraße verbindet Rudelsdorf mit Bad-Rodach und eine mit Roßfeld.

## Geschichte
Die erste urkundliche Erwähnung von Rudelsdorf erfolgte 1317 als „Rudolfesdorf“ im Hennebergischen Lehensverzeichnis. Konrad von Heßberg trat darin als Besitzer von Lehensgütern auf. Lehnsherr war Graf Berthold von Henneberg. Das Rittergut hatte die Dorfherrschaft. Ihm waren bis auf zwei Höfe alle Rudelsdorfer lehenspflichtig. 1601 wurde es in ein Söhn- und Töchterlehn verwandelt. Viele dörfliche Angelegenheiten bedurften der Genehmigung durch die Rittergutsbesitzer.
Im Herrschaftsbereich der Henneberger liegend kam der Ort 1353 mit dem Coburger Land im Erbgang zu den Wettinern und war somit ab 1485 Teil des Kurfürstentums Sachsen, aus dem später das Herzogtum Sachsen-Coburg hervorging.
Zu Beginn des Dreißigjährigen Krieges gab es 16 bewohnte Häuser in Rudelsdorf, 1658 waren es noch sechs. 1636 starben von 60 Einwohnern 27 an den Folgen des Krieges.
Zum Rittergut gehörte ein Schloss, dessen Kern um 1300 entstanden war und das 1783 durch einen Neubau mit Wassergraben und Zugbrücke ersetzt wurde. Die Schlossbesitzer wechselten häufig. Die Familien derer von Heßberg, der Marschall von Greif und der Rühle von Lilienstern waren öfters Schlossherren. 1801 erwarb der Hofrat Adolf von Schultes das Gut, 1809 bekam er vom Landesherren die Erlaubnis zur Zerschlagung des Rittergutes und Aufteilung unter den Bauern. Das  baufällige Schloss wurde 1852 abgebrochen. Vorhanden sind noch ein Kellergewölbe und Umfassungsmauern.
1855 hatte Rudelsdorf 67 Einwohner, die in 15 Häusern wohnten. Daneben gab es an Viehbestand einen Bullen, 18 Ochsen, 8 Gespannkühe, 26 Milchkühe, 159 Schafe und 63 Schweine. 1800 entstand ein Gemeindebrauhaus und 1842 ein neues Gemeindebackhaus.
In einer Volksbefragung am 30. November 1919 stimmten sieben Rudelsdorfer Bürger für den Beitritt des Freistaats Coburg zum thüringischen Staat und 28 dagegen. Somit gehörte ab dem 1. Juli 1920 Rudelsdorf zum Freistaat Bayern. Bei der Reichstagswahl am 6. November 1932 gingen von 33 Wahlberechtigten 29 zur Wahl und von denen stimmten 19 für die NSDAP.
Im Ersten Weltkrieg verloren ein und im Zweiten Weltkrieg drei Rudelsdorfer ihr Leben.
Im Gemeindebrauhaus wurde von 1933 bis 1959 Bier gebraut. 1971 erfolgte der Abbruch des Gebäudes für den Neubau eines Feuerwehrgerätehauses.
Am 10. April besetzten für einige Tage 30 US-amerikanische Soldaten das Dorf. Von 1945 bis 1989 trennte die innerdeutsche Grenze Rudelsdorf von seinem thüringischen Nachbardorf Seidingstadt.
Rudelsdorf ist seit dem 14. Jahrhundert nach Roßfeld eingepfarrt. Dementsprechend gingen die Kinder dort auch zur Schule, die 1968 geschlossen wurde. Am 1. Januar 1970 wurde Rudelsdorf Rodacher Stadtteil.

## Einwohnerentwicklung
| Jahr | Einwohnerzahl |
| ---- | ------------- |
| 1693 | 56            |
| 1783 | 81            |
| 1801 | 98            |
| 1843 | 81            |
| 1910 | 58            |
| 1933 | 54            |
| 1947 | 71            |
| 1970 | 75            |
| 1987 | 50            |
| 2016 | 55            |

## Persönlichkeiten
- Herbert Franz Wolf (* 1927 in Rudelsdorf; † 1993 in Leipzig), Soziologe und Hochschullehrer